# R. 스콧 클라크
로버트 스콧 클라크(영어: Robert Scott Clark, 1961년 ~ )는 미국의 개혁주의 신학자이며 목사이다. 그는 여러 저서를 통해 전통적 개혁주의 신앙을 지킬 것을 주장한다.  가장 대표적인 작품은 개혁 고백의 개혁(Recovering the Reformed Confession)이다.

## 학력과 경력
그는 네브래스카 대학교 링컨을 졸업하였고, 캘리포니아에 있는 웨스트민스터 신학교에서 신학을 전공하고, 옥스퍼드 대학교에서 박사학위를 받았다. 1997년 이후에는 웨스트민스터 신학교 캘리포니아에서 재직했다. 온라인 저널인 헤이델블로그(Heidelblog)를 만들고 운영했다.

## 저서
- Recovering the Reformed Confession: Our Theology, Piety, and Practice ISBN: 1596381108